# Nothing Is Easy: Live at the Isle of Wight 1970
Nothing Is Easy: Live at the Isle of Wight 1970 je koncertní album od Jethro Tull, vydané 2. listopadu 2004 (viz 2004 v hudbě).
Živé vystoupení bylo nahráno pátý a poslední den festivalu Isle of Wight roku 1970, kdy Tull byli vměstnáni mezi The Moody Blues a Jimi Hendrixe.

## Seznam skladeb
| Pořadí         | Název                                    | Délka |
| -------------- | ---------------------------------------- | ----- |
| 1.             | My Sunday Feeling                        | 5:20  |
| 2.             | My God                                   | 7:31  |
| 3.             | With You There to Help Me                | 9:58  |
| 4.             | To Cry You a Song                        | 5:40  |
| 5.             | Bourée                                   | 4:34  |
| 6.             | Dharma for One                           | 10:10 |
| 7.             | Nothing Is Easy                          | 5:36  |
| 8.             | We Used to Know / For a Thousand Mothers | 10:36 |
| Celková délka: | Celková délka:                           | 59:25 |

## Obsazení
- Ian Anderson – akustická kytara, flétna, zpěv
- Martin Barre – kytara
- Clive Bunker – bicí
- Glenn Cornick – baskytara
- John Evan – klávesy

## Video
Stejně jako Living with the Past bylo toto album vydáno jako CD i DVD.
DVD bylo vydáno 22. března 2005 a obsahuje několik stejných skladeb jako CD.
1. "My Sunday Feeling"
2. "A Song for Jeffery"
3. "My God"
4. "Dharma for One"
5. "Nothing Is Easy"

Skladby "With You There to Help Me" a "To Cry You a Song" nebyly do DVD zahrnuty.